# Số nguyên tố họ hàng
Trong toán học, một số nguyên tố họ hàng (cousin prime) là một cặp số nguyên tố lệch nhau bốn đơn vị; các số nguyên tố họ hàng dưới 1000 theo A023200 và A046132 (trong OEIS) là:
(3, 7), (7, 11), (13, 17), (19, 23), (37, 41), (43, 47), (67, 71), (79, 83), (97, 101), (103, 107), (109, 113), (127, 131), (163, 167), (193, 197), (223, 227), (229, 233), (277, 281), (307, 311), (313, 317), (349, 353), (379, 383), (397, 401), (439, 441), (457, 461), (487, 491), (499, 503), (613, 617), (643, 647), (673, 677), (739, 743), (757, 761), (769, 773), (823, 827), (853, 857), (859, 863), (877, 881), (883, 887), (907, 911), (937, 941), (967, 971)

## Tính chất
Số nguyên tố duy nhất thuộc về hai cặp số nguyên tố họ hàng là số 7. Một trong 3 giá trị n, n+4, n+8 luôn chia hết bởi 3, nên n = 3 là trường hợp duy nhất sao cho cả 3 giá trị này nguyên tố.
Một ví dụ của cặp số nguyên tố đã được chứng minh (p, p + 4) là
p = 4111286921397 · 266420 + 1
cặp này có 20008 chữ số. Hơn nữa, đây còn là 1 phần của bộ ba số nguyên tố bởi p còn là số nguyên tố sinh đôi (bởi p − 2 cũng là số nguyên tố đã được chứng minh).
Tính đến  tháng 4 năm 2022, Cặp số nguyên tố họ hàng lớn nhất được tìm thấy bởi S. Batalov và nó có 51,934  chữ số. Cặp số nguyên tố đó là:
p = 29055814795 x (2172486 - 286243) + 286245 - 3
p+4 = 29055814795 x (2172486 - 286243) + 286245 + 1
Từ giả thuyết Hardy–Littlewood, ta tìm được số nguyên tố họ hàng có mật độ tiệm cận với số nguyên tố sinh đôi. Do đó, ta có thể tính tương tự hằng số Brun cho số nguyên tố họ hàng như với số nguyên tố sinh đôi, gọi là Hằng Brun cho số nguyên tố họ hàng, với cặp (3, 7) ẩn đi bằng tổng hội tụ:
{\displaystyle B_{4}=\left({\frac {1}{7}}+{\frac {1}{11}}\right)+\left({\frac {1}{13}}+{\frac {1}{17}}\right)+\left({\frac {1}{19}}+{\frac {1}{23}}\right)+\cdots .}
Tính các số nguyên tố họ hàng lên tới 242, giá trị của B4 được tính xấp xỉ bởi Marek Wolf trong 1996 bởi
B4 ≈ 1.1970449.
Hằng số này không nên nhầm lẫn với hằng số Brun dành cho bộ bốn số nguyên tố, cũng được ký hiệu B4.
Số Skewes cho số nguyên tố họ hàng là {\displaystyle 5206837} (Tóth (2019)).

## Liên kết
- MathWorld: Cousin Primes